# Hotel Nutibara
El Hotel Nutibara es un hotel ubicado en la ciudad de Medellín, en el centro de la ciudad, aledaño a la estación Parque Berrío del Metro de Medellín y sitios turísticos tales como el Museo de Antioquia, el Palacio de la Cultura, los parques de Berrío y Bolívar, la catedral metropolitana y la basílica de la Candelaria.
Su nombre deriva de un cacique que habitó la región, y el nombre de seis de los salones del hotel están relacionados con pueblos amerindios: Bochica, Tayrona, Quimbaya, Katío, Bachué y Nutabe.
Cerca a este hotel se encuentran importantes atractivos turísticos de la ciudad: el Museo de Antioquia, la Plaza de las Esculturas del Maestro Botero, el Palacio de la Cultura y la Estación Metro del Parque Berrio. Además, está ubicado a pocos minutos del Centro de Convenciones Plaza Mayor, Parque Explora, Jardín Botánico y la Universidad de Antioquia.